# Ras Laffan

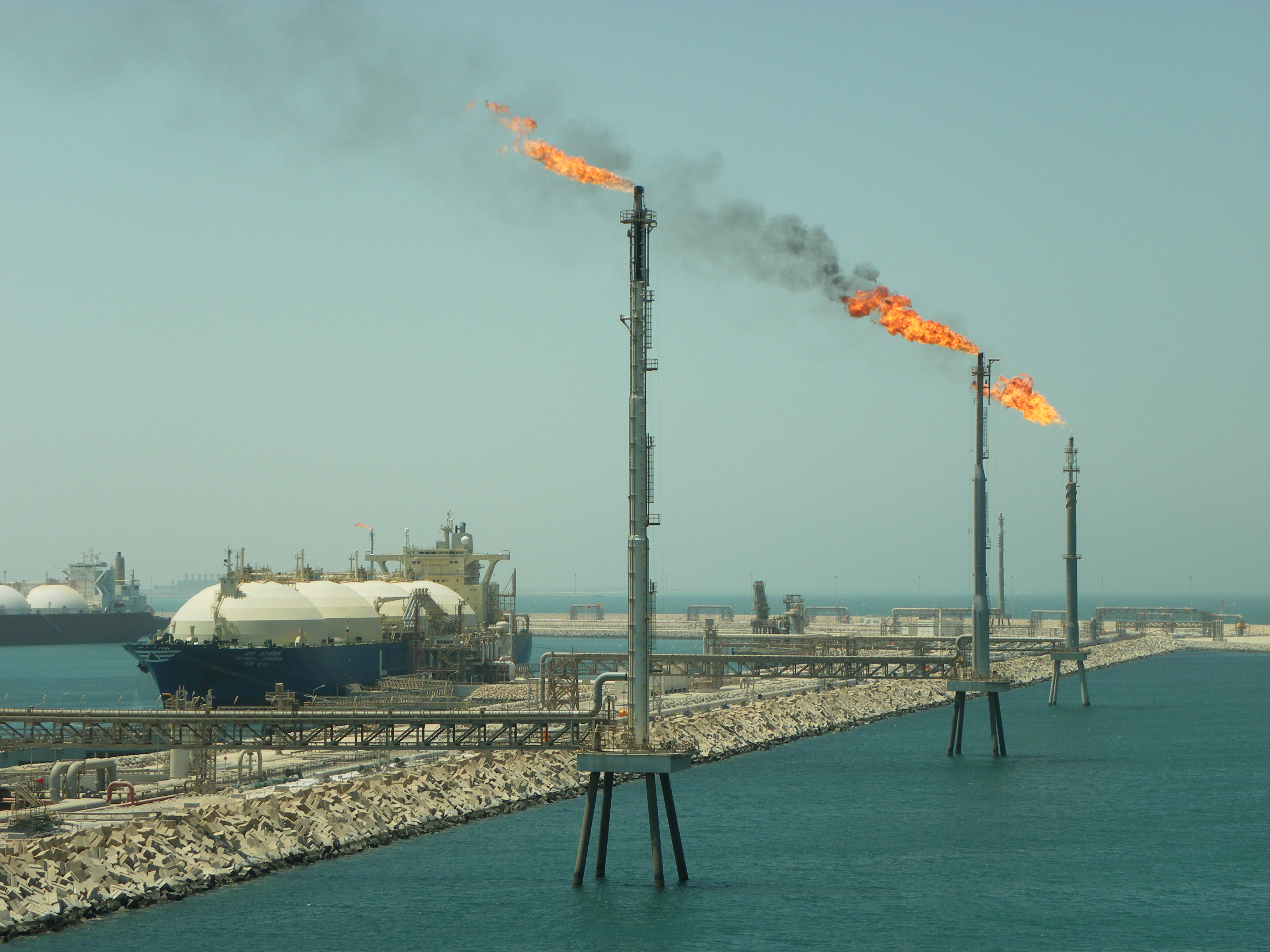
LNG-Terminal in Ras Laffan (2012)

Ras Laffan (arabisch رأس لفان Ra's Laffan, DMG Raʾs Laffān) ist eine Industrieansiedlung der Erdgasindustrie in Katar etwa 80 km nordöstlich von Doha. Sie wird von Qatar Energy betrieben.

## Größe und Bedeutung
Die Fläche der Industrieanlage wird mit 295 km² angegeben. Ras Laffan Port ist die weltweit größte Hafenanlage zum Umschlag von Flüssigerdgas. Der Hafen verfügt über 33 Liegeplätze und ein SPM-Terminal, das 54 Kilometer vom Hafen entfernt liegt.
Quatar Energy (70 %) und Chevron Phillips Chemical (30 %) gaben bekannt als Joint Venture für 6 Milliarden US-Dollar eine neue Anlage in Ras Laffan zu errichten. Der für 2019 angekündigte Komplex wird eine Ethankrackanlage umfassen, die rund 2,1 Mio. t/Jahr Ethylen produzieren kann. Es wird die größte Ethankrackanlage im Nahen Osten sein und die Ethylenproduktionskapazität Katars um mehr als 40 % erhöhen. Die Fertigstellung ist für 2026 geplant.